# Aleksandr Ivanovich, Đại vương công Tver
Aleksandr II Ivanovich (khoảng 1379 - 25 tháng 10 năm 1425) - Đại vương công xứ Tver từ ngày 22 tháng 5 đến ngày 25 tháng 10 năm 1425. Ông là con trai thứ của Ivan, Đại vương công xứ Tver

## Tiểu sử
Ngày sinh chính xác của ông không xác định. Aleksandr được đề cập lần đầu tiên vào năm 1390, khi ông được gặp Tổ phụ Moskwa va toàn Nga là Cyprian (1390–1406)
Năm 1399, cùng với cha mình, Aleksandr được nhận một số thành phố và một phần công quốc Tver từ ông nội Mikhail II, Đại vương công xứ Tver; nhưng hoàng thân Ivan (cha của Aleksandr) đã cai quản các thành phố và một phần đất Tver một cách độc lập.
Năm 1402, ông trở thành Hoàng tử Holm (sau hoàng tử Ivan Vsevolodovich) và có nhiều đóng góp với vùng đất mới này. Năm 1403, theo lời chỉ dẫn của cha mình, ông đến Kashin với các trung đoàn Tver và cai trị vùng đất này. Về sau, Aleksandr thấy mặt cha mình gặp mặt Witold, Công tước Litva (1392-1430)

## Lên ngôi Đại vương công
Sau cái chết của Công tước Ivan Mikhailovich, Alexander Ivanovich thừa kế tước vị Công tước xứ Tver. Nhưng ngày 25 tháng 10 năm 1425, ông đã mất sau một triều đại kéo dài 5 tháng, được cho là do bệnh dịch hoành hành vào thời điểm đó ở Nga. Con trai thứ là Yuri, Đại vương công xứ Tver kế vị

## Gia đình
Năm 1397, ông kết hôn với con gái của Molodskogo (một chi nhánh của các hoàng tử Yaroslavl) Hoàng tử Fyodor Mikhailovich, có tên không được biết đến. Ông đã kết hôn với ba đứa con.
1. Yaroslav (mất năm 1435) - Hoàng tử Gorodets.
2. Yuri, Đại vương công xứ Tver (mất năm 1426)
3. Boris, Đại vương công xứ Tver (mất năm 1461)